# Lisard Gonzàlez i Termens
Lisard Gonzàlez i Termens (1971.) je bivši katalonski košarkaš. Igrao je na mjestu krila. Visine je 200 cm. Igrao je u Euroligi sezone 1998./99. za španjolsku TDK Manresu iz katalonskog grada Manrese.
Bio je španjolski juniorski reprezentativac. Sa Španjolskom je osvojio broncu na juniorskom EP 1990. godine u Groningenu. 